# یان بلاژک
یان بلاژک (چکی: Jan Blažek؛ زادهٔ ۲۰ مارس ۱۹۸۸) بازیکن فوتبال اهل جمهوری چک است.
از باشگاه‌هایی که در آن بازی کرده‌است می‌توان به باشگاه فوتبال اسلاویا پراگ، باشگاه فوتبال دوکلا پراگ، دوکلا پراگ، باشگاه فوتبال اسلوان لیبرتس، باشگاه فوتبال آپولون اسمیرنیس، و باشگاه فوتبال لاریسا اشاره کرد.
وی همچنین در تیم‌های ملی فوتبال زیر ۱۷ سال جمهوری چک، زیر ۱۹ سال جمهوری چک، زیر ۲۱ سال جمهوری چک، و جمهوری چک بازی کرده‌است.